# Ufomammut
Gli Ufomammut sono un gruppo musicale italiano originario di Tortona e fondato nel 1999 dal chitarrista Poia, dal bassista Urlo e dal batterista Vita.
Le loro sonorità rappresentano un incrocio tra il rock psichedelico, lo sludge metal, lo stoner rock e lo space rock.

## Storia del gruppo

### 1999-2003: daSatanaSnailking
Il gruppo compare nel panorama musicale italiano nel 1999 con il demo Satan, seguito nello stesso anno dall'album di debutto Godlike Snake, distribuito dalla Beard of Stars Records. Esso è stato definito dalla critica come un disco rock psichedelico e space rock e si compone di dieci brani, tra cui Hozomeen, una lunga jam session di oltre 20 minuti.
Dopo circa quattro anni il gruppo ha pubblicato il secondo album Snailking attraverso l'etichetta statunitense The Music Cartel. Pur mantenendo gli elementi space rock, all'interno dei brani emergono anche sonorità doom, death doom, space rock, e sludge metal, con riff pesanti e un cantato distorto. Al pari del precedente album vi sono brani di media durata, con quella conclusiva che raggiunge i ventotto minuti.

### 2005-2008:Lucifer Songs,SupernaturalseIdolum
Il 15 novembre 2005 ha segnato l'uscita del terzo album Lucifer Songs, che abbandona in parte lo stile slugde in favore di uno più vicino al rock psichedelico (pur mantenendo riff lenti e distorti e un canto in screaming), ed è composto da sei brani strutturati sulla forma canzone. Il disco è stato commercializzato sotto forma di CD+DVD e LP, quest'ultimo contenente il brano omonimo come bonus track; il DVD contiene i video musicali di Blind, Hellcore e Mars, oltre ai visual realizzati per ogni brano. L'album ha visto inoltre la nascita dell'etichetta Supernatural Cat (di cui fanno parte Poia e Urlo), gestita dal collettivo di poster art Malleus Rock Art Lab.
Nel 2007 è stato pubblicato Supernaturals, album collaborativo realizzato insieme ai Lento. Lo stile rappresenta un'unione tra un hard rock con tinte industrial ed elementi drone, senza tralasciare il caratteristico lato psichedelico. Down è un brano di doom metal moderno, ma già in Painful Burns Smoke l'ispirazione si sposta verso le cadenze più ossessive e virulente dei Neurosis; nei brani seguenti sale di tono l'atmosfera psichedelica che comunque non sostituisce, ma integra, le sonorità più prettamente heavy metal e industrial.
Nel 2008 esce il quarto album Idolum, caratterizzato da uno stile più doom, con sonorità più cupe, una ossessiva ripetizione del riff e una stratificazione dei suoni. In esso vi sono anche artisti ospiti: Rose Kemp (Ammonia) e Lorenzer dei Lento.

### 2010-2012:Evee il progettoOro

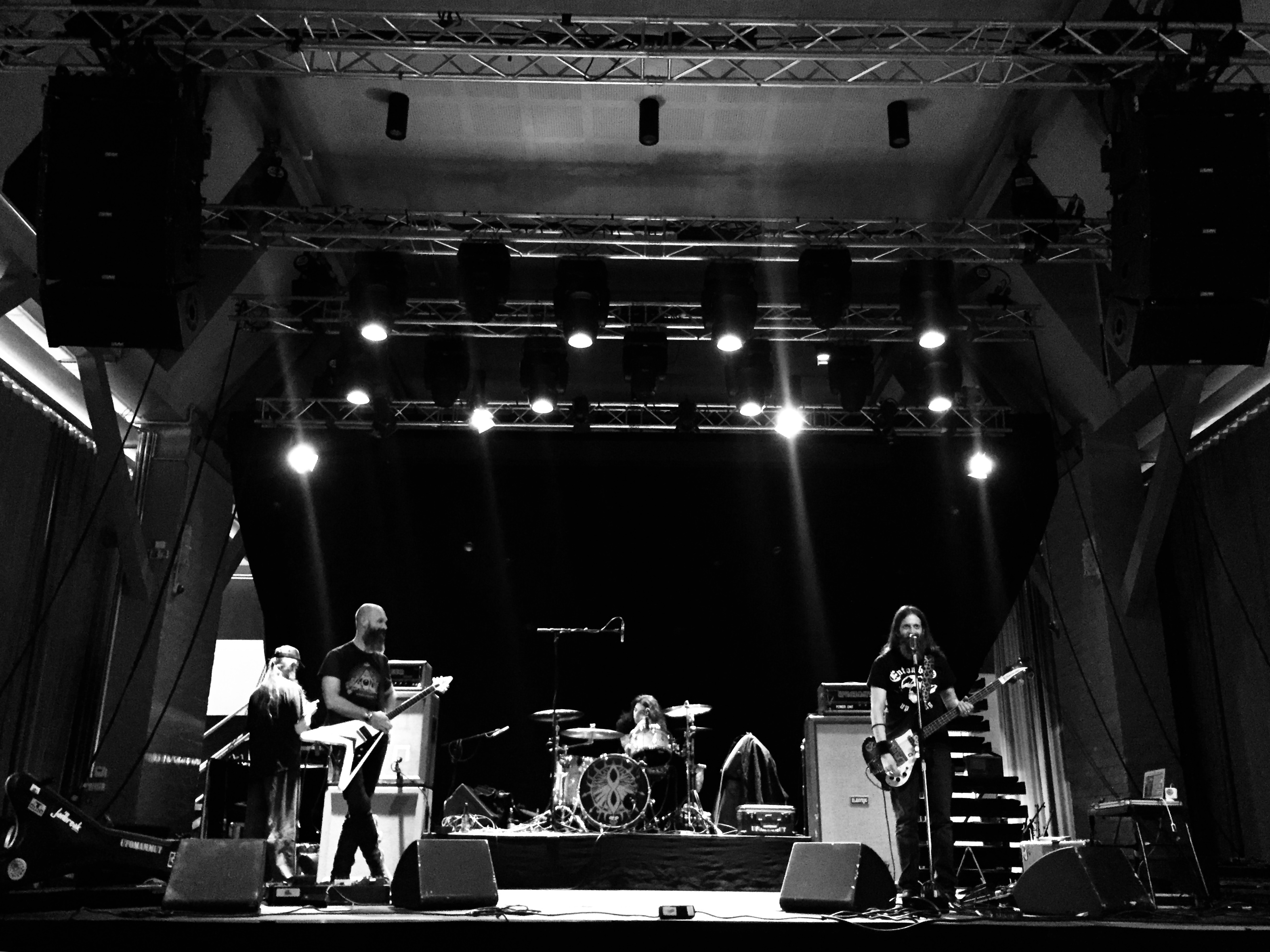
Gli Ufomammut durante un soundcheck a Helsinki

Nel 2010 esce il quinto album della band Eve per la Supernatural Cat. Composto da cinque brani, si tratta di un concept album incentrato sulla figura di Eva come prima donna.
Resta comunque quella dei Pink Floyd l'influenza principale da dove la band attinge a piene mani: la prima parte del disco comincia con le chitarre distorte al minimo e parti vocali quasi del tutto assenti, il tutto a lasciare ampio spazio ad atmosfere strazianti e surreali che cederanno poi il passo ad un finale più elettrico e caotico. Si procede pertanto anche con i movimenti successivi, in un crescendo di distorsioni sempre più pesanti, che in alcuni tratti sovrastano anche tutti gli altri strumenti, dove voce e melodia assumono un ruolo secondario, lasciando ai riff monolitici e agli inserti di synth e campionature l'onore di guidare la lenta marcia nell'oscurità più inquietante ricreata dalla musica degli Ufomammut.
Nel 2012 la band dà vita ad Oro, unica traccia suddivisa in due album: Opus Primum, uscito ad aprile, e Opus Alter, uscito a settembre, entrambi su Neurot Recordings, etichetta discografica di Scott Kelly dei Neurosis. Come dice la scheda di presentazione del disco: Oro è il processo alchemico che muta la paura umana in pura essenza: in metallo prezioso
Oro: Opus Primum è una lunga composizione divisa in cinque atti che costituisce la prima parte di un'opera più grande costituita in totale da dieci movimenti. Le sonorità presentate in questi cinque brani appaiono intrinsecamente granulari e organiche, valorizzando al massimo gli arrangiamenti e la loro cura in sede di regia (Lorenzo Stecconi dei Lento). Il denso impasto della band vede in prima linea l'immenso groove creato dai pattern ritmici di Vita, nei quali risuonano i profondissimi echi del basso di Urlo. Occasionali interventi di synth fanno da contraltare alle chitarre di Poia, come sempre impegnate su tonalità e sonorità che, partendo doom, arrivano allo stoner e sludge (Burning Witch, Sunn O))), Tribes of Neurot). Con Oro: Opus Alter i movimenti musicali si evolvono passando dal rumore puro all'aggressività più grezza, con un'attenzione continua all'atmosfera in cui i brani riescono a trasportare per bilanciare tutti gli aspetti peculiari che determinano l'estetica della band: pesantezza, maestosità, violenza, ma anche leggerezza e spazio, fantasia, musicalità. Il vibrante crescendo di Orborus si porta dietro brandelli del suo predecessore: la batteria detta un tempo solido, e le distorsioni dei sintetizzatori la fanno da padrone creando vortici sonori. Si prosegue con Luxon, che avanza con un incedere soffocante tra chitarre monocrome e un noise granitico. Sulphurdew parte soft, con effetti sintetici eterei, quasi sognanti, prontamente trascinati a terra dalla massiccia combinazione di ritmiche violente, rumore sordo al limite della cacofonia e volumi altissimi. Una scossa di terremoto in musica che anticipa i colpi serrati e pesanti di Sublime e il devastante sludge di Deityrant, conclusione del disco.

### 2015-2017:Ecateed8

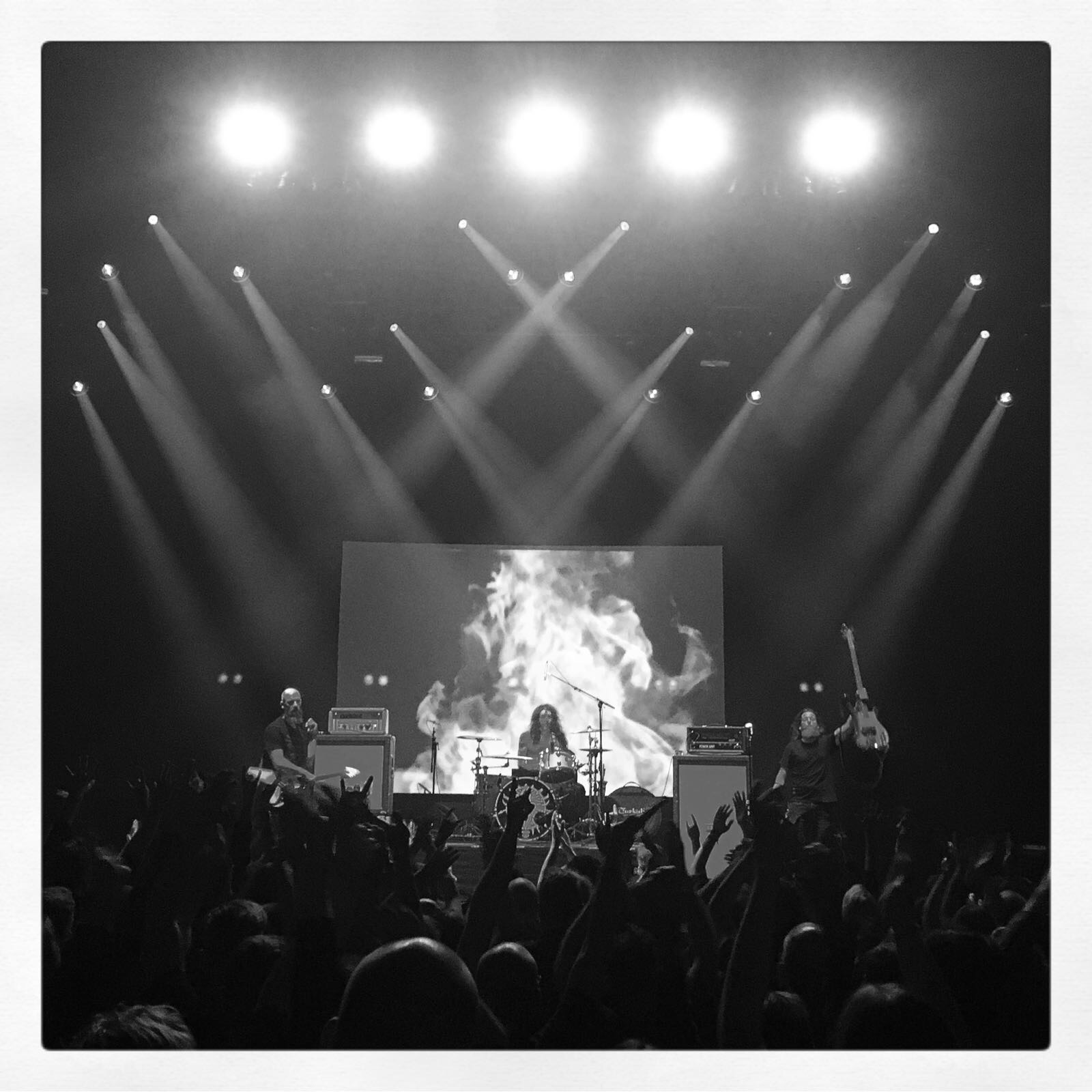
Il gruppo in concerto al Soulcrusher II Festival di Nimega nel 2017

Nel 2015 la band pubblica il settimo album Ecate, il cui titolo è un omaggio alla dea greca Ecate, figura femminile simbolica controversa che attraversa diversi sistemi mitologici da che abbiamo conoscenza della civiltà.
Dal punto di vista musicale, il trio mantiene il tipico stile che unisce stoner, doom e psichedelia, creando paesaggi sonori di volta in volta nuovi con materia che conoscono alla perfezione, non cadendo nello scontato o nel già sentito, grazie anche ai suoni curati dalla produzione di Lorenzo Stecconi. Come sottolineato dal critico Alberto Staiz, si tratta di «un disco dal valore musicale altissimo, fedele testimonianza della maturità di una band che macina riff e sperimenta da ormai più di quindici anni: è l'ultimo tassello di un percorso musicale in costante evoluzione, nonché testimonianza di una band la cui musica, che può vantare una schiera massiccia di estimatori soprattutto all'estero (Germania e Stati Uniti in primis), è sinonimo di sperimentazione, passione e assoluta libertà espressivo-compositiva scevra di alcun tipo di compromesso».
Nello stesso anno seguono un tour europeo in aprile e un altro in autunno da headliner più uno nei mesi di maggio e giugno insieme agli Usnea. Nell'ottobre 2016 partono per un tour di sei date in Nuova Zelanda e Australia con i Monolord.
Il 2017 è l'anno di 8, distribuito dalla Neurot Recordings e dalla Supernatural Cat. La costruzione dei brani di questo disco è più strutturata e meno basata su accordi basilari, con atmosfere più dilatate, effetti psichedelici e un cantato più naturale e meno filtrato rispetto al passato. Come spiegato da Urlo «Mai come questa volta, il processo di scrittura, registrazione e realizzazione di 8, con i suoi elementi visivi come l'artwork e i video, ci ha portati a fare un passo indietro e osservare la continua evoluzione che ha caratterizzato gli Ufomammut nel passato, nel presente, nel futuro, tracciando la nostra linea personale e pensando a tutte le varie possibilità».
Il nuovo lavoro è stato registrato presso il Crono Sound Factory Studio di Vimodrone. Le sessioni hanno seguito un nuovo approccio: la band ha registrato suonando nella stessa stanza in presa diretta, avvalendosi del proprio tecnico del suono live Simone Ravasi e di Fabrizio San Pietro, fondatori del collettivo Femore Production. Le sovraincisioni, successivamente, sono state effettuate solo per le voci, i sintetizzati e alcuni dettagli. Il mastering è stato affidato a Lorenzo Caperchi del Red Carpet Studio. L'uscita del disco è stata anticipata dalla pubblicazione del singolo Warsheep, distribuito anche in edizione 7" limitato a 500 copie.
Il 9 settembre 2019 è uscita la raccolta XX, un cofanetto celebrativo dei vent'anni di attività del trio. In esso sono presenti tutti gli otto album in studio e il disco bonus XX, contenente sei nuove versioni di altrettanti brani legati ai primi anni di attività degli Ufomammut.

### 2020-presente: Cambio di formazione,Fenice
L'8 gennaio 2020 gli Ufomammut hanno annunciato una pausa a tempo indefinito dovuto a un periodo intenso che ha scaturito incomprensioni tra i tre componenti, portando il batterista Vita a lasciare la formazione dopo oltre vent'anni di permanenza. Il successivo 16 aprile 2021 il gruppo ha rivelato il ritorno sulle scene musicali, annunciando come nuovo batterista Levre, già al lavoro con il gruppo come fonico, tecnico di palco e addetto al loro merchandise.
La prima pubblicazione è stata Fenice, la prima a distanza di oltre cinque anni. Rispetto alle recenti pubblicazioni del decennio scorso, la struttura dei sei brani è strettamente legata alla forma canzone e con una maggiore presenza delle parti vocali, pur mantenendo il loro caratteristico Wall of Sound sostenuto dai sintetizzatori, chitarra, basso e batteria.

## Stile musicale
Gli Ufomammut hanno ricevuto influenze rock psichedelico dai Pink Floyd e altre sludge metal e stoner rock da gruppi come Neurosis e Melvins. Forte è anche l'influenza dei God Machine, soprattutto l'album Scenes from a Second Storey.

## Formazione
Attuale
- Poia – chitarra, sintetizzatore (1999-presente)
- Urlo – basso, voce, sintetizzatore (1999-presente)
- Levre – batteria (2021-presente)

Ex componenti
- Alien – tastiera, chitarra (1999-2003)
- Hendrix R. – tastiera (2003-2004)
- Vita – batteria (1999-2020)

## Discografia

### Album in studio
- 1999 – Godlike Snake
- 2003 – Snailking
- 2005 – Lucifer Songs
- 2007 – Supernaturals (con i Lento)
- 2008 – Idolum
- 2010 – Eve
- 2012 – Oro: Opus Primum
- 2015 – Ecate
- 2017 – 8
- 2022 – Fenice
- 2024 - Hidden

### Album dal vivo
- 2021 – Live at Roadburn Festival 2011

### Raccolte
- 2019 – XX

### Singoli
- 2017 – Warsheep
- 2022 – Psychostasia
- 2022 – Pyramind

## Videografia
- 2014 – XV - Fifteen Years of Ufomammut